# لوك ماكلوغ
لوك ماكلوغ (بالإنجليزية: Luke McCullough)‏ (15 فبراير 1994 المملكة المتحدة - ) هو لاعب كرة قدم أيرلندي شمالي.

## مسيرته الكروية
لعب لوك ماكلوغ خلال مسيرته الاحترافية مع 4 أندية في تسعة مواسم ولم يسجل خلالها أي هدف ضمن 142 مباراة. ولم يفز بأي موسم بالكأس وفاز في موسم واحد بالدوري.
خاض لوك ماكلوغ مسيرته مع نادي تشيلتنهام تاون لكرة القدم في موسم 2012–13 لمدة موسم واحد، مشاركًا في مباراة ولم يسجل أي هدف. ثم انتقل إلى نادي دونكاستر روفرز في موسم 2013–14 ليلعب معه خمسة مواسم، حيث شارك في 99 مباراة ولم يسجل أي هدف أيضًا. لينتقل بعدها إلى نادي ترانمير روفرز في موسم 2018–19 ولمدة موسمين، مشاركًا في 42 مباراة ولم يسجل أي هدف أيضًا.

## روابط خارجية
- لوك ماكلوغ على موقع الاتحاد الأوربي (الإنجليزية)
- لوك ماكلوغ على موقع قاعدة بيانات كرة القدم.إي يو (الإنجليزية)
- لوك ماكلوغ على موقع ناشيونال فوتبول تيمز (الإنجليزية)
- لوك ماكلوغ على موقع Soccerbase.com (لاعب) (الإنجليزية)
- لوك ماكلوغ على موقع Soccerway.com (الإنجليزية)
- لوك ماكلوغ على موقع عالم كرة القدم.نت (الإنجليزية)
- لوك ماكلوغ على موقع AS.com (الإسبانية)